# Hylarana arfaki
Hylarana arfaki är en groddjursart som först beskrevs av Meyer 1875.  Hylarana arfaki ingår i släktet Hylarana och familjen egentliga grodor. IUCN kategoriserar arten globalt som livskraftig. Inga underarter finns listade i Catalogue of Life.